# Nagminna pleurodynia
Nagminna pleurodynia (inaczej choroba bornholmska, diabelska grypa lub po prostu pleurodynia) – choroba wywoływana najczęściej przez wirus Coxsackie B, a rzadziej inne enterowirusy, objawiająca się bolesnym zapaleniem mięśni międzyżebrowych, zwykle z towarzyszącą gorączką, bólami głowy i nagłymi atakami silnego bólu w dolnej części klatki piersiowej i nadbrzuszu. 

## Etiopatogeneza
Enterowirusy to rodzaj wirusów RNA należący do rodziny pikornawirusów. Dzielą się one na wirusy ECHO, polio, Coxsackie, rynowirusy oraz inne. Czynnikami etiologicznymi nagminnej pleurodynii są serotypy następujących enterowirusów:
- Coxsackie:
  - A: 2, 4, 5, 7–11, 16
  - B (najczęściej[2]): 1–5
- ECHO[7]: 1, 4, 6–9, 11, 14, 17, 19, 25, 30
- enterowirusy 71.

## Epidemiologia
Choroba może dotyczyć każdej grupy wiekowej. Rozprzestrzenia się przez kontakt i zazwyczaj występuje w czasie ciepłej pogody w obszarach umiarkowanych i o każdej porze roku w tropikach.  Nazwa "choroba bornholmska" pochodzi od duńskiej wyspy Bornholm, gdzie wystąpiły pierwsze udokumentowane przypadki.

## Objawy i przebieg
Atakom bólu może towarzyszyć duszność. Mięśnie tułowia zajęte procesem zapalnym mogą być obrzęknięte i tkliwe. Charakterystycznym objawem jest pleurodynia, związana z zajęciem opłucnej. Ból musi być różnicowany z zapaleniem opłucnej, a niekiedy z zapaleniem otrzewnej.
Objawy utrzymują się około 2-4 dni, ale może dochodzić do okresowych nawrotów dolegliwości w ciągu kilku następnych tygodni. 

## Leczenie i rokowanie
W leczeniu wykorzystuje się głównie niesteroidowe leki przeciwzapalne. Powikłania występują u 5% chorych i obejmują zapalenie opon mózgowo-rdzeniowych, zapalenie jąder, rzadziej zapalenie osierdzia i mięśnia serca. Przebycie choroby nie chroni przed zakażeniem inną grupą wirusów Coxsackie.